# Candy Paint
Candy Paint è un singolo del rapper statunitense Post Malone, pubblicato il 20 ottobre 2017 come sesto estratto dalla colonna sonora The Fate of the Furious: The Album e come secondo estratto dal secondo album in studio Beerbongs & Bentleys.

## Tracce
Testi e musiche di Austin Post e Louis Bell.
1. Candy Paint – 3:49

## Formazione
- Post Malone – voce, programmazione, strumentazione, produzione
- Louis Bell – programmazione, strumentazione, produzione, produzione vocale
- Joe Fitz – missaggio
- Mike Bozzi – mastering

## Classifiche

### Classifiche settimanali
| Classifica (2017-18) | Posizione massima |
| -------------------- | ----------------- |
| Australia            | 19                |
| Canada               | 27                |
| Danimarca            | 18                |
| Estonia              | 24                |
| Filippine            | 23                |
| Grecia               | 28                |
| Irlanda              | 31                |
| Lettonia             | 20                |
| Norvegia             | 38                |
| Nuova Zelanda        | 6                 |
| Paesi Bassi          | 82                |
| Portogallo           | 39                |
| Regno Unito          | 65                |
| Repubblica Ceca      | 34                |
| Slovacchia           | 31                |
| Stati Uniti          | 34                |
| Svezia               | 39                |
| Svizzera             | 97                |
| Ungheria             | 32                |

### Classifiche di fine anno
| Classifica (2018) | Posizione |
| ----------------- | --------- |
| Australia         | 45        |
| Estonia           | 100       |
| Nuova Zelanda     | 32        |